# Ernesto Perez Lobo
Pour les articles homonymes, voir Ernesto Perez, Perez et Lobo.
Ernesto Perez Lobo (né le 5 septembre 1970) est un judoka espagnol. Il participe aux Jeux olympiques d'été de 1996 où il parvient à se hisser jusqu'en finale mais il se fait battre par David Douillet. Il remporte finalement la médaille d'argent. Il participe également aux Jeux olympiques d'été de 1992 et aux Jeux olympiques d'été de 2000 mais finit dans les deux cas à la septième place.

## Palmarès

### Jeux olympiques
- Jeux olympiques de 1996 à Atlanta,  États-Unis
  -  Médaiile d'argent